# العرض (قفل شمر)

تعديل مصدري - تعديل

العرض هي إحدى قرى عزلة شمرين بمديرية قفل شمر التابعة لمحافظة حجة، بلغ تعداد سكانها 502 نسمة حسب تعداد اليمن لعام 2004.